# Adam All
Adam All, nombre artístico de Jen Powell, es un drag king, artista y presentador británico.

## Primeros años y educación
Powell nació y creció en Winchester y actúa como drag king bajo el nombre de Adam All. Al crecer, Powell fue a menudo confundido con un niño y cita esto como una de sus primeras inspiraciones para vestirse con ropa masculina. Powell también cita la novela Tipping the Velvet de Sarah Waters, que fue adaptada a una dramatización de la BBC en el año 2000, como inspiración clave. Él explica en su charla TEDX que el drag ha sido fundamental para explorar y encontrar su propia identidad de género. Se identifica como una persona de género no binario.
Powell estudió arte contemporáneo en la Universidad Metropolitana de Manchester y tiene una amplia experiencia en música, habiendo recibido lecciones de siete instrumentos y finalmente centrándose en el saxofón y el ukelele. Cantar es la principal forma de expresión musical de Powell y Adam, particularmente las poderosas baladas de los 80 y el rock de estadio. La comedia también es parte integral de su arte.

## Carrera
Powell comenzó su carrera como artista drag en 2008 en Southampton, Inglaterra, con su primer espectáculo en el bar gay local 'The London Hotel'. Adam continuó actuando en la escena del Reino Unido , donde había pocos drag kings. En 2009, Adam fue el primer drag king en llegar a la final del concurso nacional 'Drag Idol'. Adam All continuó trabajando como drag king y en 2013 creó la noche de drag king cabaret BOiBOX en el legendario bar lésbico 'The Candy Bar' en Soho, Londres con su socia Apple Derrières para proporcionar una plataforma para otros kings. All también es coanfitrión del concurso drag king más grande de Europa, 'Man Up'.
Adam All ha sido descrito como un pionero de la escena Drag King moderna del Reino Unido al "reescribir las reglas de la masculinidad" y desafiar los estereotipos de género y las perspectivas, "redefiniendo el drag".  En 2019, Adam All ganó el premio a mejor drag king en los QX Awards.

## Vida personal
Powell se identifica como una persona de género no binario y está casado con la actriz Eleanor Burke, quien actúa junto a él como la drag queen Apple Derrières.